# Liste von Orgeln in Braunschweig
Die Liste von Orgeln in Braunschweig verzeichnet die erhaltenen historischen Orgeln und überregional bedeutenden Orgelneubauten im ehemaligen Fürstentum Braunschweig-Wolfenbüttel. Der Liste liegen der ehemalige Landkreis Braunschweig sowie die heutigen Landkreise Wolfenbüttel und Helmstedt zugrunde. An historischen Orgeln sollen alle erfasst werden, die vor dem Ersten Weltkrieg gebaut wurden. 
In der vierten Spalte sind die hauptsächlichen Erbauer angeführt; eine Kooperation mehrerer Orgelbauer wird durch Schrägstrich angezeigt, spätere Umbauten durch Komma. In der sechsten Spalte bezeichnet die römische Zahl die Anzahl der Manuale, ein großes „P“ ein selbstständiges Pedal und ein kleines „p“ ein nur angehängtes Pedal, die arabische Zahl in der vorletzten Spalte die Anzahl der klingenden Register. Bedeutende erhaltene historische Gehäuse (mit modernen Orgeln) werden durch Kursivierung angezeigt.
| Ort                    | Kirche                         | Bild | Orgelbauer                                                       | Jahr                             | Manuale | Register | Bemerkungen |
| ---------------------- | ------------------------------ | ---- | ---------------------------------------------------------------- | -------------------------------- | ------- | -------- | --- |
| Bevenrode              | St.-Peter-und-Pauls-Kirche     |      | Titus Albert Eindrum                                             | 1864                             | II/P    |          | |
| Braunschweig           | Aegidienkirche                 |      | Johannes Klais                                                   | 1965                             | III/P   | 45       | |
| Braunschweig           | St. Albertus Magnus            |      | Mühleisen                                                        | 2002                             | III/P   | 34       | |
| Braunschweig           | St. Andreas                    |      | Gebr. Hillebrand                                                 | 1970–1973                        | II/P    | 30       | Neubau in drei Bauabschnitten |
| Braunschweig           | Bartholomäuskapelle            |      | Friedrich Weißenborn                                             | 1958                             | II/P    | 24       | |
| Braunschweig           | Braunschweiger Dom, Hauptorgel |      | Karl Schuke                                                      | 1962                             | IV/P    | 57       | 2003 und 2022 vom Freiburger Orgelbau umgearbeitet, einige Register ausgetauscht und ergänzt |
| Braunschweig           | Braunschweiger Dom, Chororgel  |      | Freiburger Orgelbau                                              | 2023                             | III/P   | 32       | Neubau im englisch-romantischen Stil mit 3 Manual-Extensionen und 16 Pedal-Transmissionen |
| Braunschweig-Weststadt | Emmauskirche                   |      | Rudolf Janke                                                     | 1989/92/94                       | II/P    | 23       | |
| Braunschweig           | St. Johannis                   |      | P. Furtwängler & Hammer                                          | 1905                             | III/P   | 38       | Weitgehend erhalten |
| Braunschweig           | St. Katharinen                 |      | Gottfried Fritzsche, Rudolf von Beckerath                        | 1621–1623, 1980                  | III/P   | 53       | 1980 Neubau unter Einbeziehung der sechs erhaltenen Register von Fritzsche |
| Braunschweig           | Magnikirche                    |      | Alfred Führer                                                    | 1968                             | III/P   | 35       | |
| Braunschweig           | St. Martini                    |      | Gebr. Hillebrand                                                 | 1969–1972                        | III/P   | 45       | Neubau hinter historischem Prospekt von Jonas Weigel, Franz Theodor Kretschmar und Friedrich Stellwagen (1630); Rückpositiv von Otto Dutkowski (1957)                                                                              |
| Braunschweig           | St. Petri                      |      | Friedrich Weißenborn                                             | 1961–1964                        | III/P   | 34       | nach einem Entwurf von Heinz Wolff, in zwei Bauabschnitten |
| Braunschweig           | Brüdernkirche, Hauptorgel      |      | Gustav Steinmann Orgelbau                                        | 1958                             | III/P   | 40       | unter Einbeziehung einer Chororgel von Ernst Palandt als Rückpositiv hinter barockem Gehäuse |
| Braunschweig           | Brüdernkirche, Kabinettorgel   |      | Ibe Peters Iben                                                  | 1789                             | I       | 6        | 2013 Sanierung durch Reinalt Johannes Klein |
| Burgdorf               | St. Lambertus                  |      | P. Furtwängler & Hammer                                          | 1901                             | II/P    | 12       | Kegelladen, pneumatische Traktur; umgebaut erhalten |
| Eitzum                 | Ev. Kirche                     |      | P. Furtwängler & Hammer                                          | 1904                             | II/P    | 15       | Taschenladen, pneumatische Traktur; vollständig erhalten |
| Erkerode               | St. Petri                      |      | Johann Christoph Zuberbier                                       | 1747                             | II/P    | 15       | Ursprünglich für Lucklum gebaut (I/p/6), 1862 überführt; 1882 Erweiterungsumbau; 1956 Renovierungsumbau durch Emanuel Kemper; heute I/P/10; Prospekt und 3–4 Register von Zuberbier und die beiden Pedalregister von 1882 erhalten |
| Essenrode              | St. Johannes                   |      | Johann Friedrich Kochau/Abraham Sidekum, Bartelt Immer           | 1702, 2002                       | II/P    | 16       | Gehäuse erhalten |
| Heiningen              | St. Peter und Paul             |      | Andreas Schweimb, Heinrich Vieth                                 | 1698, um 1870                    | II/P    | 30       | Vieth hat einige Register von Schweimb in seinen Neubau hinter neoromanischem Prospekt integriert; Großteil der alten Register erhalten                                                                                            |
| Helmstedt              | Kloster Marienberg             |      | P. Furtwängler & Hammer                                          | 1900                             | II/P    | 24       | Hinter Prospekt der Vorgängerorgel von Adolf Appelt (1877); pneumatische Kegelladen; stillgelegt |
| Helmstedt              | Kloster Marienberg             |      | Alfred Führer                                                    | 1974                             | II/P    | 25       | |
| Helmstedt              | St.-Stephani-Kirche            |      | David Beck, Karl Schuke                                          | 1584, 1975                       | III/P   | 36       | Neubau hinter historischem Prospekt |
| Helmstedt              | St. Walpurgis                  |      | Gebr. Hillebrand                                                 | 1968                             | II/P    | 23       | |
| Hornburg               | Beatae Mariae Virginis         |      | Christoph Cuntzius, Carl Johann Heinrich Röver                   | um 1708, 1894                    | II/P    | 25       | Neubau von Röver hinter dem erhaltenen Prospekt von Cuntzius; einige Register Rövers wurden im 20. Jahrhundert durch neobarocke ersetzt                                                                                            |
| Ingeleben              | St. Nicolai                    |      | Joseph Becker                                                    | 1889                             | II/P    | 12       | Kegelladen, pneumatische Traktur; erhalten |
| Jerxheim               | St. Petri                      |      | P. Furtwängler & Hammer, Schmidt & Thiemann                      | 1890, 1975                       | II/P    | 20       | 1975 Umbau |
| Klein Dahlum           | Ev.-luth. Kirche               |      | Johann Friedrich Ernst Hüsemann, Gebrüder Euler                  | 1786, 1868                       | I/P     | 7        | Gehäuse und einige Register von Hüsemann erhalten |
| Kneitlingen            | St. Nikolaus                   |      | Gustav Carl Engelhardt                                           | 1872                             | II/P    | 14       | Ursprünglich I/P/13; erhalten |
| Königslutter am Elm    | Kaiserdom                      |      | P. Furtwängler & Hammer                                          | 1892–1895                        | III/P   | 44       | Mechanische Kegellade; im Zuge einer Restaurierung durch Freiburger Orgelbau (2008–2010) wieder auf Originalzustand zurückgeführt und vakant gebliebene Register ergänzt                                                           |
| Küblingen              | Wallfahrtskirche St. Marien    |      | P. Furtwängler & Hammer                                          | 1891                             | II/P    | 14       | In den 1960er Jahren umdisponiert, 1997 durch Gebr. Hillebrand wieder auf alten Zustand zurückgeführt |
| Lehre                  | Ev.-luth. Kirche               |      | Carl Richter                                                     | 1878, 1910, 1960                 | I/P     | 8        | Im 20. Jahrhundert Umdisponierungen |
| Lucklum                | Kommendekirche                 |      | Johann Andreas Engelhardt                                        | 1861                             | I/P     | 12       | Weitgehend erhalten |
| Kloster Mariental      | Klosterkirche                  |      | P. Furtwängler & Hammer                                          | 1890                             | II/P    | 18       | Mechanische Kegellade, historisierender Freipfeifenprospekt |
| Räbke                  | St. Stephani                   |      | Wilhelm Boden II, Gebrüder Euler, Gustav Adolf Appelt            | 1862, 1865, 1877–1878            | II/P    | 14 (18)  | Gehäuse von Boden erhalten |
| Kloster Riddagshausen  | Klosterkirche                  |      | Alfred Führer                                                    | 1979                             | III/P   | 31       | Verkleinerter Nachbau der früheren Schwalbennestorgel von Heinrich Compenius (1619); Teile des Prospekts erhalten |
| Roklum                 | Ev. Kirche                     |      | Johann Adolarius Papenius                                        | 1742                             | II/P    | 18       | Bis auf Windladen und Zungenstimmen vollständig erhalten |
| Sambleben              | Ev.-luth. Kirche               |      | Johann Daniel Boden, Friedrich Weißenborn                        | 1769, 1966                       | II/P    | 19       | 1966 neue Pedalregister, Manualregister zum großen Teil erhalten |
| Schöningen             | St. Vincenz                    |      | Jonas Weigel, Johann Friedrich Besser, August Boden, Karl Schuke | 1646–1647, 1658, 1844, 1990–1994 | III/P   | 33       | Neubau hinter historischen Hauptwerkprospekt; ein Register von Weigel und drei aus dem 19. Jahrhundert erhalten |
| Schöppenstedt          | St. Stephanus                  |      | P. Furtwängler & Hammer                                          | 1906                             | II/P    | 25       | Mehrfach umgebaut |
| Seinstedt              | Ev.-luth. Kirche               |      | August Boden                                                     | 1841, um 1935                    | I/P     | 12       | Um 1935 Dispositionsänderung; zum großen Teil erhalten |
| Semmenstedt            | Ev.-luth. Kirche               |      | P. Furtwängler & Hammer                                          | 1892                             |         |          | Unverändert erhalten |
| Süpplingen             | St. Lambertus                  |      | P. Furtwängler & Hammer                                          | 1889                             | II/P    | 19       | Kegelladen; nahezu unverändert erhalten |
| Warberg                | Ev.-luth. Kirche               |      | Theodor August Carl Boden                                        | 1843, 20. Jh.                    | I/P     | 12       | Nach 1945 stark verändert; wenig erhalten |
| Warle                  | Pfarrkirche Valentinus         |      | Conrad Friedrich Euler                                           | 1874, 1903                       | II/P    |          | 1903 erweitert; weitgehend erhalten |
| Watzum                 | Ev.-luth. Kirche               |      | P. Furtwängler & Hammer                                          | 1901                             | II/P    | 14       | Kegelladen, pneumatische Traktur; unverändert erhalten |
| Wendhausen             | Ev.-luth. Kirche               |      | P. Furtwängler & Hammer, Alfred Ott                              | 1898, 1947                       | II/P    | 12       | Kegelladen, pneumatische Traktur; 1947 Umdisponierung |
| Werlaburgdorf          | Johanniskirche                 |      | Johann Adolarius Papenius (?)                                    | 1742                             | II/P    |          | |
| Westerlinde            | Ev.-luth. Kirche               |      | Gustav Carl Engelhardt (?)                                       | 1876                             | II/P    | 15       | |
| Wetzleben              | Ev.-luth. Kirche               |      | P. Furtwängler & Hammer, Emanuel Kemper                          | 1904, 1975                       | I/P     | 7        | Kastenladen, pneumatische Traktur; 1975 Umbau |
| Winnigstedt            | Ev.-luth. Kirche               |      | Christian Sölter                                                 | 1854–1855, vor 1940              | II/P    | 17       | in den 1930er Jahren Erweiterungsumbau |
| Wolfenbüttel           | St.-Johannis-Kirche            |      | David Beck, Paul Ott                                             | 1593, 1971                       | I/P     | 22       | Ursprüngliche für Schlosskapelle Hessen gebaut; heute Neubau hinter hist. Prospekt |
| Wolfenbüttel           | Marienkirche                   |      | Gottfried Fritzsche, Karl Schuke                                 | 1620–1624, 1959                  | IV/P    | 53       | 6 Register von Fritzsche erhalten |
| Wolfenbüttel           | St.-Thomas-Kirche              |      | Gebr. Hillebrand, W. Sauer                                       | 1970, 1999/2000                  | II/P    | 21       | 2000 um digitale Register auf drittes Manual und zweiten Spieltisch im Altarraum erweitert |
| Wolfenbüttel           | St.-Trinitatiskirche           |      | Gottfried Fritzsche, Johann Andreas Graff, Schmidt & Thiemann    | 1619, 1722–1723, 1966–1967       | II/P    | 29       | Ursprünglich für die Schöninger Schlosskapelle gebaut; 1722 überführt und 1723 umgebaut; Gehäuse erhalten |
| Wolfenbüttel           | Versöhnungskirche              |      | Alfred Führer                                                    | 1968                             | II/P    | 22       | |